# Portada/efemèride novembre 6
Montserrat Tura
« 5 de novembre · 6 de novembre · 7 de novembre »